# Tiirloo
Tiirloo är en ö i Finska viken utanför den estländska nordkusten. Närmsta större ö är Vrangö. Den ligger i Viimsi kommun i Harjumaa, i den nordvästra delen av landet, 26 km nordost om huvudstaden Tallinn.
Inlandsklimat råder i trakten. Årsmedeltemperaturen i trakten är 5 °C. Den varmaste månaden är augusti, då medeltemperaturen är 17 °C, och den kallaste är februari, med −4 °C.